# Evoluzione del collegio cardinalizio durante il pontificato di Pio VII
Di seguito è riportata l'evoluzione del collegio cardinalizio durante il pontificato di Pio VII (14 marzo 1800 – 20 agosto 1823) e la successiva sede vacante (20 agosto – 28 settembre 1823).

## Evoluzione in sintesi
Dopo l'elezione del cardinale Barnaba (in religione Gregorio) Chiaramonti, che prese il nome di Pio VII, il collegio dei cardinali era costituito da 44 porporati.

Pio VII ha creato 99 cardinali in 19 concistori.

Durante il suo pontificato sono deceduti 89 cardinali ed 1 si è dimesso.
| Data                                 | Avvenimento                                                                  | Totale |
| ------------------------------------ | ---------------------------------------------------------------------------- | ------ |
| 14 marzo 1800                        | Elezione del cardinale Barnaba (in religione Gregorio) Chiaramonti (Pio VII) | 44     |
| dall'8 aprile 1800 al 16 maggio 1823 | Cardinali creati                                                             | +99    |
| dall'8 aprile 1800 al 16 maggio 1823 | Cardinali deceduti                                                           | -89    |
| dall'8 aprile 1800 al 16 maggio 1823 | Cardinali dimessi                                                            | -1     |
| 20 agosto 1823                       | Morte di papa Pio VII                                                        | 53     |
| 28 settembre 1823                    | Elezione del cardinale Annibale della Genga (Leone XII)                      | 52     |

## Composizione per paese d'origine
Fra il conclave del 1799-1800 ed il conclave del 1823 a cambiare non fu solo la composizione del collegio per paese d'origine dei cardinali, bensì la maggior parte dell'assetto e degli equilibri politici in Europa, passando dai tumulti dell'Età napoleonica fino alla Restaurazione; messo in luce questo, tra le due elezioni il numero dei porporati italiani dagli Stati preunitari salì di 10, per la maggior parte provenienti dallo Stato Pontificio, mentre quello dei cardinali provenienti dal resto del continente diminuì di 2.
| Paese                                 | 1799-1800 | 1823 |
| ------------------------------------- | --------- | ---- |
| Repubblica Cisalpina                  | 12        | 0    |
| Regno Lombardo-Veneto                 | 0         | 4    |
| Regno di Napoli                       | 4         | 0    |
| Regno delle Due Sicilie               | 0         | 8    |
| Ducato di Parma, Piacenza e Guastalla | 1         | 1    |
| Ducato di Modena e Reggio             | 0         | 1    |
| Granducato di Toscana                 | 1         | 0    |
| Principato vescovile di Trento        | 1         | 0    |
| Repubblica Ligure                     | 2         | 0    |
| Regno di Sardegna                     | 2         | 6    |
| Stato Pontificio                      | 10        | 23   |
| Totale Italia                         | 33        | 43   |
| Arciducato d'Austria                  | 2         | 0    |
| Regno di Boemia                       | 1         | 0    |
| Impero austriaco                      | 0         | 1    |
| Regno di Prussia                      | 1         | 0    |
| Regno di Baviera                      | 0         | 1    |
| Repubblica francese                   | 4         | 0    |
| Regno di Francia                      | 0         | 5    |
| Regno del Portogallo                  | 1         | 1    |
| Regno di Gran Bretagna                | 1         | 0    |
| Colonia di Malta                      | 0         | 1    |
| Regno di Spagna                       | 2         | 1    |
| Totale resto Europa                   | 12        | 10   |
| Totale                                | 45        | 53   |

## Composizione per concistoro
Il pontificato di Pio VI, tragicamente conclusosi con l'ultima morte di un pontefice in esilio, fu il quinto per lunghezza nella storia della Chiesa ed ebbe come risultato che, dopo la sua morte, tutti i componenti del collegio cardinalizio fossero stati nominati da lui, escludendo solo 5 cardinali creati da 3 suoi predecessori. Il lungo ed altrettanto travagliato regno del successore e concittadino Pio VII ebbe conseguenze del tutto simili: infatti, in 23 anni morirono gli ultimi porporati creati da Benedetto XIV, Clemente XIII e Clemente XIV, così come di tutti quelli nominati da Pio VI, ne rimasero solamente 2; per ciò, alla sua morte, ben 51 dei 53 cardinali erano stati nominati dal defunto pontefice.
| Concistoro              | 1799-1800 | 1823 |
| ----------------------- | --------- | ---- |
| Aprile 1747             | 1         |      |
| Luglio 1747             | 1         |      |
| Creati da Benedetto XIV | 2         | 0    |
| Novembre 1761           | 1         |      |
| Creati da Clemente XIII | 1         | 0    |
| Aprile 1773             | 2         |      |
| Creati da Clemente XIV  | 2         | 0    |
| Aprile 1775             | 1         |      |
| Aprile 1776             | 1         |      |
| Maggio 1776             | 1         |      |
| Giugno 1777             | 3         |      |
| Giugno 1778             | 4         |      |
| Luglio 1779             | 2         |      |
| Dicembre 1782           | 1         |      |
| Settembre 1784          | 1         |      |
| Febbraio 1785           | 7         |      |
| Dicembre 1786           | 1         |      |
| Gennaio 1787            | 1         |      |
| Aprile 1788             | 1         |      |
| Marzo 1789              | 5         |      |
| Agosto 1789             | 1         |      |
| Settembre 1791          | 1         | 1    |
| Giugno 1792             | 1         |      |
| Febbraio 1794           | 7         |      |
| Giugno 1795             | 1         | 1    |
| Creati da Pio VI        | 40        | 2    |
| Agosto 1800             |           | 1    |
| Febbraio 1801           |           | 7    |
| Gennaio 1803            |           | 1    |
| Luglio 1803             |           | 1    |
| Marzo 1804              |           | 1    |
| Agosto 1807             |           | 1    |
| Marzo 1816              |           | 18   |
| Settembre 1816          |           | 1    |
| Luglio 1817             |           | 1    |
| Ottobre 1817            |           | 1    |
| Aprile 1818             |           | 1    |
| Giugno 1819             |           | 1    |
| Settembre 1819          |           | 2    |
| Dicembre 1822           |           | 1    |
| Marzo 1823              |           | 12   |
| Maggio 1823             |           | 1    |
| Creati da Pio VII       |           | 51   |
| Totale                  | 45        | 53   |

## Elenco degli avvenimenti
| Data              | Avvenimento                                                                                      | Paese                                  | Cardinali |
| ----------------- | ------------------------------------------------------------------------------------------------ | -------------------------------------- | --------- |
| 14 marzo 1800     | Elezione papale del cardinale Barnaba (in religione Gregorio) Chiaramonti con il nome di Pio VII | Stato Pontificio                       | 44        |
| 8 aprile 1800     | Morte del cardinale Andrea Gioannetti                                                            | Repubblica Cisalpina                   | 43        |
| 27 giugno 1800    | Morte del cardinale Giovanni Battista Bussi de Pretis                                            | Stato Pontificio                       | 42        |
| 11 agosto 1800    | Concistoro per la creazione di 2 cardinali:                                                      | Stato Pontificio                       | 44        |
| 11 agosto 1800    | Diego Innico Caracciolo di Martina                                                               | Regno di Napoli                        | 44        |
| 11 agosto 1800    | Ercole Consalvi                                                                                  | Stato Pontificio                       | 44        |
| 22 settembre 1800 | Morte del cardinale Dominique de La Rochefoucauld                                                | Repubblica francese                    | 43        |
| 20 ottobre 1800   | Concistoro per la creazione di 1 cardinale:                                                      | Stato Pontificio                       | 44        |
| 20 ottobre 1800   | Luis María de Borbón y Vallabriga                                                                | Regno di Spagna                        | 44        |
| 27 ottobre 1800   | Morte del cardinale Vincenzo Ranuzzi                                                             | Repubblica Cisalpina                   | 43        |
| 23 febbraio 1801  | Concistoro per la creazione di 13 cardinali e di 11 in pectore:                                  | Stato Pontificio                       | 56        |
| 23 febbraio 1801  | Giuseppe Firrao il Giovane                                                                       | Regno di Napoli                        | 56        |
| 23 febbraio 1801  | Ferdinando Maria Saluzzo                                                                         | Regno di Napoli                        | 56        |
| 23 febbraio 1801  | Luigi Ruffo Scilla                                                                               | Regno di Napoli                        | 56        |
| 23 febbraio 1801  | Bartolomeo Pacca                                                                                 | Stato Pontificio                       | 56        |
| 23 febbraio 1801  | Cesare Brancadoro                                                                                | Stato Pontificio                       | 56        |
| 23 febbraio 1801  | Giovanni Filippo Gallarati Scotti                                                                | Repubblica Cisalpina                   | 56        |
| 23 febbraio 1801  | Filippo Casoni                                                                                   | Repubblica Ligure                      | 56        |
| 23 febbraio 1801  | Girolamo della Porta                                                                             | Stato Pontificio                       | 56        |
| 23 febbraio 1801  | Giulio Gabrielli il Giovane                                                                      | Stato Pontificio                       | 56        |
| 23 febbraio 1801  | Francesco Mantica                                                                                | Stato Pontificio                       | 56        |
| 23 febbraio 1801  | Valentino Mastrozzi                                                                              | Stato Pontificio                       | 56        |
| 23 febbraio 1801  | Giuseppe Albani                                                                                  | Stato Pontificio                       | 56        |
| 23 febbraio 1801  | Marino Carafa di Belvedere                                                                       | Regno di Napoli                        | 56        |
| 28 settembre 1801 | Concistoro per la pubblicazione di 3 cardinali in pectore:                                       | Stato Pontificio                       | 59        |
| 28 settembre 1801 | Antonio Felice Zondadari                                                                         | Regno di Etruria                       | 59        |
| 28 settembre 1801 | Lorenzo Litta                                                                                    | Repubblica Cisalpina                   | 59        |
| 28 settembre 1801 | Michelangelo Luchi                                                                               | Repubblica Cisalpina                   | 59        |
| 13 dicembre 1801  | Morte del cardinale Muzio Gallo                                                                  | Stato Pontificio                       | 58        |
| 19 dicembre 1801  | Morte del cardinale Francesco Saverio de Zelada                                                  | Stato Pontificio                       | 57        |
| 28 dicembre 1801  | Morte del cardinale Giovanni Rinuccini                                                           | Regno di Etruria                       | 56        |
| 31 dicembre 1801  | Morte del cardinale Giuseppe Maria Capece Zurlo                                                  | Regno di Napoli                        | 55        |
| 29 marzo 1802     | Concistoro per la pubblicazione di 2 cardinali in pectore:                                       | Stato Pontificio                       | 57        |
| 29 marzo 1802     | Carlo Crivelli                                                                                   | Repubblica Italiana                    | 57        |
| 29 marzo 1802     | Giuseppe Maria Spina                                                                             | Repubblica Ligure                      | 57        |
| 13 aprile 1802    | Morte del cardinale Francesco Mantica                                                            | Stato Pontificio                       | 56        |
| 1º luglio 1802    | Morte del cardinale Carlo Livizzani Forni                                                        | Repubblica Italiana                    | 55        |
| 9 agosto 1802     | Concistoro per la creazione di 1 cardinale e pubblicazione di 3 in pectore:                      | Stato Pontificio                       | 59        |
| 9 agosto 1802     | Michele Di Pietro                                                                                | Stato Pontificio                       | 59        |
| 9 agosto 1802     | Carlo Francesco Maria Caselli                                                                    | Repubblica Subalpina                   | 59        |
| 9 agosto 1802     | Alphonse-Hubert de Latier de Bayane                                                              | Repubblica francese                    | 59        |
| 9 agosto 1802     | Domenico Pignatelli di Belmonte                                                                  | Regno di Napoli                        | 59        |
| 12 agosto 1802    | Morte del cardinale Giacinto Sigismondo Gerdil                                                   | Repubblica francese                    | 58        |
| 29 settembre 1802 | Morte del cardinale Michelangelo Luchi                                                           | Repubblica Italiana                    | 57        |
| 7 dicembre 1802   | Morte del cardinale Carlo Giuseppe Filippa della Martiniana                                      | Repubblica francese                    | 56        |
| 17 gennaio 1803   | Concistoro per la creazione di 7 cardinali e pubblicazione di 3 in pectore:                      | Stato Pontificio                       | 66        |
| 17 gennaio 1803   | Francesco Maria Locatelli                                                                        | Repubblica Italiana                    | 66        |
| 17 gennaio 1803   | Giovanni Castiglione                                                                             | Stato Pontificio                       | 66        |
| 17 gennaio 1803   | Charles Erskine                                                                                  | Regno Unito di Gran Bretagna e Irlanda | 66        |
| 17 gennaio 1803   | Jean de Dieu-Raymond de Boisgelin de Cucé                                                        | Repubblica francese                    | 66        |
| 17 gennaio 1803   | Antonín Theodor Colloredo-Waldsee                                                                | Arciducato d'Austria                   | 66        |
| 17 gennaio 1803   | Pietro Antonio Zorzi                                                                             | Arciducato d'Austria                   | 66        |
| 17 gennaio 1803   | Diego Gregorio Cadello                                                                           | Regno di Sardegna                      | 66        |
| 17 gennaio 1803   | Jean-Baptiste de Belloy-Morangle                                                                 | Repubblica francese                    | 66        |
| 17 gennaio 1803   | Étienne Hubert de Cambacérès                                                                     | Repubblica francese                    | 66        |
| 17 gennaio 1803   | Joseph Fesch                                                                                     | Repubblica francese                    | 66        |
| 5 febbraio 1803   | Morte del cardinale Domenico Pignatelli di Belmonte                                              | Regno di Napoli                        | 65        |
| 16 febbraio 1803  | Morte del cardinale Louis-René-Édouard de Rohan-Guéménée                                         | Repubblica francese                    | 64        |
| 14 aprile 1803    | Morte del cardinale Cristoforo Migazzi                                                           | Arciducato d'Austria                   | 63        |
| 16 maggio 1803    | Concistoro per la creazione di 1 cardinale e di 1 in pectore:                                    | Stato Pontificio                       | 64        |
| 16 maggio 1803    | Miguel Carlos José de Noronha e Abranches                                                        | Regno del Portogallo                   | 64        |
| 11 luglio 1803    | Concistoro per la creazione di 2 cardinali e pubblicazione di 1 in pectore:                      | Stato Pontificio                       | 67        |
| 11 luglio 1803    | Luigi Gazzoli                                                                                    | Stato Pontificio                       | 67        |
| 11 luglio 1803    | Antonio Despuig y Dameto                                                                         | Regno di Spagna                        | 67        |
| 11 luglio 1803    | Pietro Francesco Galleffi                                                                        | Repubblica Italiana                    | 67        |
| 12 agosto 1803    | Morte del cardinale Ignazio Busca                                                                | Repubblica Italiana                    | 66        |
| 6 settembre 1803  | Morte del cardinale Miguel Carlos José de Noronha e Abranches                                    | Regno del Portogallo                   | 65        |
| 15 settembre 1803 | Morte del cardinale Giovanni Francesco Albani                                                    | Stato Pontificio                       | 64        |
| 17 dicembre 1803  | Morte del cardinale Pietro Antonio Zorzi                                                         | Arciducato d'Austria                   | 63        |
| 29 febbraio 1804  | Morte del cardinale Ludovico Flangini                                                            | Repubblica Italiana                    | 62        |
| 26 marzo 1804     | Concistoro per la creazione di 1 cardinale:                                                      | Stato Pontificio                       | 63        |
| 26 marzo 1804     | Carlo Oppizzoni                                                                                  | Repubblica Italiana                    | 63        |
| 14 aprile 1804    | Morte del cardinale Francisco Antonio de Lorenzana y Butrón                                      | Regno di Spagna                        | 62        |
| 1º giugno 1804    | Morte del cardinale František Herzan von Harras                                                  | Regno di Boemia                        | 61        |
| 11 giugno 1804    | Morte del cardinale Joannes-Henricus von Franckenberg                                            | Regno di Prussia                       | 60        |
| 22 agosto 1804    | Morte del cardinale Jean de Dieu-Raymond de Boisgelin de Cucé                                    | Impero francese                        | 59        |
| 23 novembre 1804  | Morte del cardinale Stefano Borgia                                                               | Stato Pontificio                       | 58        |
| 5 novembre 1805   | Morte del cardinale Giovanni Andrea Archetti                                                     | Regno d'Italia                         | 57        |
| 14 aprile 1806    | Morte del cardinale Antonio Sentmanat y Castellá                                                 | Regno di Spagna                        | 56        |
| 5 luglio 1807     | Morte del cardinale Diego Gregorio Cadello                                                       | Regno di Sardegna                      | 55        |
| 13 luglio 1807    | Morte del cardinale Henry Benedict Stuart                                                        | Regno Unito di Gran Bretagna e Irlanda | 54        |
| 12 agosto 1807    | Morte del cardinale Bernardino Honorati                                                          | Stato Pontificio                       | 53        |
| 24 agosto 1807    | Concistoro per la creazione di 1 cardinale in pectore                                            | Stato Pontificio                       | 52        |
| 24 agosto 1807    | Dimissioni del cardinale Marino Carafa di Belvedere                                              | Regno di Napoli                        | 52        |
| 27 agosto 1807    | Morte del cardinale Guido Calcagnini                                                             | Regno d'Italia                         | 51        |
| 11 febbraio 1808  | Morte del cardinale José Francisco Miguel António de Mendonça                                    | Regno del Portogallo                   | 50        |
| 10 giugno 1808    | Morte del cardinale Jean-Baptiste de Belloy-Morangle                                             | Impero francese                        | 49        |
| 17 giugno 1808    | Morte del cardinale Louis-Joseph de Montmorency-Laval                                            | Impero francese                        | 48        |
| 9 agosto 1808     | Morte del cardinale Carlo Bellisomi                                                              | Regno d'Italia                         | 47        |
| 29 dicembre 1808  | Morte del cardinale Luigi Valenti Gonzaga                                                        | Regno d'Italia                         | 46        |
| 23 giugno 1809    | Morte del cardinale Luigi Gazzoli                                                                | Stato Pontificio                       | 45        |
| 13 maggio 1809    | Morte del cardinale Valentino Mastrozzi                                                          | Impero francese                        | 44        |
| 21 giugno 1810    | Morte del cardinale Giovanni Battista Caprara Montecuccoli                                       | Regno d'Italia                         | 43        |
| 28 agosto 1810    | Morte del cardinale Filippo Carandini                                                            | Regno d'Italia                         | 42        |
| 23 gennaio 1811   | Morte del cardinale Leonardo Antonelli                                                           | Regno d'Italia                         | 41        |
| 13 febbraio 1811  | Morte del cardinale Francesco Maria Locatelli                                                    | Regno d'Italia                         | 40        |
| 20 marzo 1811     | Morte del cardinale Charles Erskine                                                              | Regno Unito di Gran Bretagna e Irlanda | 39        |
| 21 marzo 1811     | Morte del cardinale Ippolito Antonio Vincenti Mareri                                             | Impero francese                        | 38        |
| 12 settembre 1811 | Morte del cardinale Antonín Theodor Colloredo-Waldsee                                            | Impero austriaco                       | 37        |
| 9 ottobre 1811    | Morte del cardinale Filippo Casoni                                                               | Impero francese                        | 36        |
| 5 settembre 1812  | Morte del cardinale Girolamo della Porta                                                         | Impero francese                        | 35        |
| 6 settembre 1812  | Morte del cardinale Aurelio Roverella                                                            | Regno d'Italia                         | 34        |
| 2 maggio 1813     | Morte del cardinale Antonio Despuig y Dameto                                                     | Regno di Spagna                        | 33        |
| 9 gennaio 1815    | Morte del cardinale Giovanni Castiglione                                                         | Impero francese                        | 32        |
| 14 agosto 1815    | Morte del cardinale Francesco Maria Pignatelli                                                   | Regno di Napoli                        | 31        |
| 10 febbraio 1816  | Morte del cardinale Giuseppe Maria Doria Pamphilj                                                | Regno di Sardegna                      | 30        |
| 8 marzo 1816      | Concistoro per la creazione di 21 cardinali e di 10 in pectore:                                  | Stato Pontificio                       | 51        |
| 8 marzo 1816      | Annibale della Genga (futuro papa Leone XII)                                                     | Stato Pontificio                       | 51        |
| 8 marzo 1816      | Pietro Gravina                                                                                   | Regno di Sicilia                       | 51        |
| 8 marzo 1816      | Domenico Spinucci                                                                                | Stato Pontificio                       | 51        |
| 8 marzo 1816      | Lorenzo Caleppi                                                                                  | Stato Pontificio                       | 51        |
| 8 marzo 1816      | Antonio Gabriele Severoli                                                                        | Stato Pontificio                       | 51        |
| 8 marzo 1816      | Giuseppe Morozzo Della Rocca                                                                     | Regno di Sardegna                      | 51        |
| 8 marzo 1816      | Tommaso Arezzo                                                                                   | Regno di Napoli                        | 51        |
| 8 marzo 1816      | Francesco Saverio Castiglioni (futuro papa Pio VIII)                                             | Stato Pontificio                       | 51        |
| 8 marzo 1816      | Carlo Andrea Pelagallo                                                                           | Stato Pontificio                       | 51        |
| 8 marzo 1816      | Benedetto Naro                                                                                   | Stato Pontificio                       | 51        |
| 8 marzo 1816      | Francisco Antonio Javier de Gardoqui Arriquíbar                                                  | Regno di Spagna                        | 51        |
| 8 marzo 1816      | Dionisio Bardaxí y Azara                                                                         | Regno di Spagna                        | 51        |
| 8 marzo 1816      | Antonio Lamberto Rusconi                                                                         | Stato Pontificio                       | 51        |
| 8 marzo 1816      | Emmanuele De Gregorio                                                                            | Regno di Napoli                        | 51        |
| 8 marzo 1816      | Giovanni Battista Zauli                                                                          | Stato Pontificio                       | 51        |
| 8 marzo 1816      | Nicola Riganti                                                                                   | Stato Pontificio                       | 51        |
| 8 marzo 1816      | Alessandro Malvasia                                                                              | Stato Pontificio                       | 51        |
| 8 marzo 1816      | Francesco Fontana                                                                                | Regno Lombardo-Veneto                  | 51        |
| 8 marzo 1816      | Giovanni Caccia Piatti                                                                           | Regno di Sardegna                      | 51        |
| 8 marzo 1816      | Alessandro Lante Montefeltro della Rovere                                                        | Stato Pontificio                       | 51        |
| 8 marzo 1816      | Pietro Vidoni                                                                                    | Regno Lombardo-Veneto                  | 51        |
| 22 luglio 1816    | Concistoro per la pubblicazione di 5 cardinali in pectore:                                       | Stato Pontificio                       | 56        |
| 22 luglio 1816    | Camillo de Simeoni                                                                               | Stato Pontificio                       | 56        |
| 22 luglio 1816    | Giovanni Battista Quarantotti                                                                    | Stato Pontificio                       | 56        |
| 22 luglio 1816    | Giorgio Doria Pamphilj Landi                                                                     | Stato Pontificio                       | 56        |
| 22 luglio 1816    | Luigi Ercolani                                                                                   | Stato Pontificio                       | 56        |
| 22 luglio 1816    | Stanislao Sanseverino                                                                            | Regno di Napoli                        | 56        |
| 23 settembre 1816 | Concistoro per la creazione di 4 cardinali e pubblicazione di 1 in pectore:                      | Stato Pontificio                       | 61        |
| 23 settembre 1816 | Pedro Benito Antonio Quevedo y Quintano                                                          | Regno di Spagna                        | 61        |
| 23 settembre 1816 | Francisco Antonio Cebrián Valdá                                                                  | Regno di Spagna                        | 61        |
| 23 settembre 1816 | Maria-Thaddeus von Trauttmansdorf Wiensberg                                                      | Impero austriaco                       | 61        |
| 23 settembre 1816 | Franz Xaver von Salm Reifferscheidt Krautheim                                                    | Impero austriaco                       | 61        |
| 23 settembre 1816 | Paolo Giuseppe Solaro                                                                            | Regno di Sardegna                      | 61        |
| 3 novembre 1816   | Morte del cardinale Ferdinando Maria Saluzzo                                                     | Regno di Napoli                        | 60        |
| 10 gennaio 1817   | Morte del cardinale Lorenzo Caleppi                                                              | Stato Pontificio                       | 59        |
| 30 aprile 1817    | Morte del cardinale Romoaldo Braschi-Onesti                                                      | Stato Pontificio                       | 58        |
| 10 maggio 1817    | Morte del cardinale Jean-Siffrein Maury                                                          | Regno di Francia                       | 57        |
| 28 luglio 1817    | Concistoro per la creazione di 3 cardinali e pubblicazione di 2 in pectore:                      | Stato Pontificio                       | 62        |
| 28 luglio 1817    | Francesco Cesarei Leoni                                                                          | Stato Pontificio                       | 62        |
| 28 luglio 1817    | Antonio Lante Montefeltro della Rovere                                                           | Stato Pontificio                       | 62        |
| 28 luglio 1817    | Alexandre-Angélique de Talleyrand-Périgord                                                       | Regno di Francia                       | 62        |
| 28 luglio 1817    | César-Guillaume de La Luzerne                                                                    | Regno di Francia                       | 62        |
| 28 luglio 1817    | Louis-François de Bausset-Roquefort                                                              | Regno di Francia                       | 62        |
| 1º ottobre 1817   | Concistoro per la creazione di 1 cardinale e pubblicazione di 1 in pectore:                      | Stato Pontificio                       | 64        |
| 1º ottobre 1817   | Lorenzo Prospero Bottini                                                                         | Ducato di Lucca                        | 64        |
| 1º ottobre 1817   | Agostino Rivarola                                                                                | Regno di Sardegna                      | 64        |
| 23 ottobre 1817   | Morte del cardinale Antonio Lante Montefeltro della Rovere                                       | Stato Pontificio                       | 63        |
| 2 gennaio 1818    | Morte del cardinale Camillo de Simeoni                                                           | Stato Pontificio                       | 62        |
| 19 gennaio 1818   | Morte del cardinale Carlo Crivelli                                                               | Regno Lombardo-Veneto                  | 61        |
| 28 marzo 1818     | Morte del cardinale Pedro Benito Antonio Quevedo y Quintano                                      | Regno di Spagna                        | 60        |
| 6 aprile 1818     | Concistoro per la creazione di 1 cardinale e pubblicazione di 2 in pectore:                      | Stato Pontificio                       | 63        |
| 6 aprile 1818     | Francesco Guidobono Cavalchini                                                                   | Regno di Sardegna                      | 63        |
| 6 aprile 1818     | Fabrizio Sceberras Testaferrata                                                                  | Colonia di Malta                       | 63        |
| 6 aprile 1818     | Johann Casimir von Häffelin                                                                      | Regno di Baviera                       | 63        |
| 14 luglio 1818    | Morte del cardinale Alessandro Lante Montefeltro della Rovere                                    | Stato Pontificio                       | 62        |
| 27 luglio 1818    | Morte del cardinale Alphonse-Hubert de Latier de Bayane                                          | Regno di Francia                       | 61        |
| 11 agosto 1818    | Morte del cardinale Lorenzo Prospero Bottini                                                     | Ducato di Lucca                        | 60        |
| 20 settembre 1818 | Morte del cardinale Francesco Carafa della Spina di Traetto                                      | Regno delle Due Sicilie                | 59        |
| 17 ottobre 1818   | Morte del cardinale Antonio Dugnani                                                              | Regno Lombardo-Veneto                  | 58        |
| 24 ottobre 1818   | Morte del cardinale Étienne Hubert de Cambacérès                                                 | Regno di Francia                       | 57        |
| 20 gennaio 1819   | Morte del cardinale Maria-Thaddeus von Trauttmansdorf Wiensberg                                  | Impero austriaco                       | 56        |
| 4 giugno 1819     | Concistoro per la creazione di 1 cardinale:                                                      | Stato Pontificio                       | 57        |
| 4 giugno 1819     | Rudolph Johann von Habsburg-Lothringen                                                           | Impero austriaco                       | 57        |
| 21 luglio 1819    | Morte del cardinale Giovanni Battista Zauli                                                      | Stato Pontificio                       | 56        |
| 12 settembre 1819 | Morte del cardinale Alessandro Malvasia                                                          | Stato Pontificio                       | 55        |
| 27 settembre 1819 | Concistoro per la creazione di 2 cardinali:                                                      | Stato Pontificio                       | 57        |
| 27 settembre 1819 | Carlos da Cunha e Menezes                                                                        | Regno del Portogallo                   | 57        |
| 27 settembre 1819 | Cesare Guerrieri Gonzaga                                                                         | Regno Lombardo-Veneto                  | 57        |
| 6 ottobre 1819    | Morte del cardinale Giovanni Filippo Gallarati Scotti                                            | Regno Lombardo-Veneto                  | 56        |
| 24 gennaio 1820   | Morte del cardinale Diego Innico Caracciolo di Martina                                           | Regno delle Due Sicilie                | 55        |
| 27 gennaio 1820   | Morte del cardinale Francisco Antonio Javier de Gardoqui Arriquíbar                              | Regno di Spagna                        | 54        |
| 10 febbraio 1820  | Morte del cardinale Francisco Antonio Cebrián Valdá                                              | Regno di Spagna                        | 53        |
| 20 aprile 1820    | Morte del cardinale Alessandro Mattei                                                            | Stato Pontificio                       | 52        |
| 1º maggio 1820    | Morte del cardinale Lorenzo Litta                                                                | Regno Lombardo-Veneto                  | 51        |
| 15 settembre 1820 | Morte del cardinale Giovanni Battista Quarantotti                                                | Stato Pontificio                       | 50        |
| 31 gennaio 1821   | Morte del cardinale Antonio Maria Doria Pamphilj                                                 | Regno delle Due Sicilie                | 49        |
| 21 giugno 1821    | Morte del cardinale César-Guillaume de La Luzerne                                                | Regno di Francia                       | 48        |
| 2 luglio 1821     | Morte del cardinale Michele Di Pietro                                                            | Stato Pontificio                       | 47        |
| 20 ottobre 1821   | Morte del cardinale Alexandre-Angélique de Talleyrand-Périgord                                   | Regno di Francia                       | 46        |
| 19 marzo 1822     | Morte del cardinale Francesco Fontana                                                            | Regno Lombardo-Veneto                  | 45        |
| 19 aprile 1822    | Morte del cardinale Franz Xaver von Salm Reifferscheidt Krautheim                                | Impero austriaco                       | 44        |
| 31 agosto 1822    | Morte del cardinale Nicola Riganti                                                               | Regno delle Due Sicilie                | 43        |
| 6 settembre 1822  | Morte del cardinale Carlo Andrea Pelagallo                                                       | Stato Pontificio                       | 42        |
| 26 settembre 1822 | Morte del cardinale Giulio Gabrielli il Giovane                                                  | Stato Pontificio                       | 41        |
| 2 dicembre 1822   | Concistoro per la creazione di 1 cardinale:                                                      | Stato Pontificio                       | 42        |
| 2 dicembre 1822   | Anne-Antoine-Jules de Clermont-Tonnerre                                                          | Regno di Francia                       | 42        |
| 10 marzo 1823     | Concistoro per la creazione di 12 cardinali e di 1 in pectore:                                   | Stato Pontificio                       | 54        |
| 10 marzo 1823     | Francesco Bertazzoli                                                                             | Stato Pontificio                       | 54        |
| 10 marzo 1823     | Giovanni Francesco Falzacappa                                                                    | Stato Pontificio                       | 54        |
| 10 marzo 1823     | Antonio Pallotta                                                                                 | Stato Pontificio                       | 54        |
| 10 marzo 1823     | Francesco Serlupi Crescenzi                                                                      | Stato Pontificio                       | 54        |
| 10 marzo 1823     | Carlo Maria Pedicini                                                                             | Stato Pontificio                       | 54        |
| 10 marzo 1823     | Luigi Pandolfi                                                                                   | Stato Pontificio                       | 54        |
| 10 marzo 1823     | Fabrizio Turriozzi                                                                               | Stato Pontificio                       | 54        |
| 10 marzo 1823     | Ercole Dandini                                                                                   | Stato Pontificio                       | 54        |
| 10 marzo 1823     | Carlo Odescalchi                                                                                 | Stato Pontificio                       | 54        |
| 10 marzo 1823     | Antonio Maria Frosini                                                                            | Ducato di Modena e Reggio              | 54        |
| 10 marzo 1823     | Tommaso Riario Sforza                                                                            | Regno delle Due Sicilie                | 54        |
| 10 marzo 1823     | Viviano Orfini                                                                                   | Stato Pontificio                       | 54        |
| 19 marzo 1823     | Morte del cardinale Luis María de Borbón y Vallabriga                                            | Regno di Spagna                        | 53        |
| 13 aprile 1823    | Morte del cardinale Antonio Felice Zondadari                                                     | Granducato di Toscana                  | 52        |
| 8 maggio 1823     | Morte del cardinale Viviano Orfini                                                               | Stato Pontificio                       | 51        |
| 16 maggio 1823    | Concistoro per la creazione di 1 cardinale e pubblicazione di 1 in pectore:                      | Stato Pontificio                       | 53        |
| 16 maggio 1823    | Giacinto Placido Zurla                                                                           | Regno Lombardo-Veneto                  | 53        |
| 16 maggio 1823    | Anne-Louis-Henri de La Fare                                                                      | Regno di Francia                       | 53        |
| 20 agosto 1823    | Morte di papa Pio VII                                                                            | Stato Pontificio                       | 53        |
| 2 settembre 1823  | Apertura del conclave                                                                            | Stato Pontificio                       | 53        |
| 28 settembre 1823 | Elezione papale del cardinale Annibale della Genga con il nome di Leone XII                      | Stato Pontificio                       | 52        |